# Heinrich Pieper (Politiker, 1878)
Heinrich Pieper (* 28. April 1878 in Himmighausen; † 7. März 1953 in Bad Pyrmont) war ein deutscher Setzer und Politiker (SPD).

## Leben
Heinrich Pieper, der katholischer Konfession war, besuchte die Volksschule Himmighausen und arbeitete danach als Schriftsetzer. Von 1914 bis 1919 war er Arbeitersekretär in Detmold. 1920 war er Sprecher des Gewerkschaftskartells in Detmold. Von 1923 bis 1929 war er als Kaufmann in Detmold tätig. Später wohnte er in Sabbenhausen bei Lügde.
Pieper war Mitglied der SPD und Teilnehmer an deren 9. Parteitag 1916 und 10. Parteitag 1917 in Würzburg. Von November 1918 bis Februar 1919 war er Mitglied des Lippischen Volks- und Soldatenrats. Bei der Landtagswahl in Lippe 1919 wurde er in den Landtag Lippe gewählt, dem er bis zu seiner Mandatsniederlegung am 8. November 1919 angehörte. Nachrücker wurde Christian Hoppenstock. Von 1916 bis 1917 und 1919 war er Stadtverordneter und von Mai 1919 bis März 1923 war er Stadtrat in Detmold.